# Typhon (пусковая установка)
Typhon — мобильная наземная пусковая установка Армии США, предназначенная для запуска крылатых ракет Tomahawk (дальность до 1,8 тыс. км) и многоцелевых ракет SM-6 (дальность до 500 км в нынешней версии, однако в перспективных, как ожидается, она будет больше).

## Описание
Это первое наземное ударное средство средней дальности США после расторжения в 2019 году российско-американского Договора о ликвидации ракет средней и меньшей дальности (ДРСМД).
Typhon является наземным вариантом корабельной вертикальной пусковой установки Mk41. Договор с компанией Lockheed Martin на создание этих комплексов был подписан в ноябре 2020 года, чуть больше чем через год после того, как был расторгнут ДРСМД, согласно которому США и Россия не должны были испытывать и развертывать ракеты наземного базирования с дальностью полета от 500 до 5,5 тыс. км и пусковые установки для них. В 2023 году из пусковых установок Typhon были произведены первые пуски как ракет Tomahawk, так и ракет SM-6.
По данным Lockheed Martin, в одну ракетную батарею Typhon входят четыре мобильные пусковые установки, передвижной командный пункт, транспортно-заряжающая машина и машина обеспечения боевого дежурства. 

## Организационно-штатная структура и дислокация
Батарея Typhon входит в состав ракетного батальона (дивизиона) многосферной оперативной группы (англ. Multi-domain task force, MDTF). В него также должна входить батарея разрабатываемых в настоящее время гиперзвуковых комплексов LRHW и батарея комплексов M142 HIMARS. В MDTF также входит зенитный батальон (дивизион) и подразделения обеспечения.
Первая MDTF была создана в 2017 году на военной базе Льюис — Маккорд в штате Вашингтон, вторая MDTF была создана в 2021 году в Германии (Висбаден, пока развернут лишь штаб и подразделения обеспечения), третья MDTF была создана в 2022 году на Гавайях. Всего планируется иметь пять MDTF — одну в Европе, две в Азиатско-Тихоокенском регионе, одну в Арктике, и одну глобального предназначения.
В июле 2024 года было заявлено, что США начнут с 2026 года размещать на территории Германии «новые средства огневого поражения большей дальности, чем развернутые в настоящее время где бы то ни было в Европе». Из этого заявления следует, что речь идет, в частности, о многоцелевых ракетах SM-6, крылатых ракетах Tomahawk и гиперзвуковых ракетах — в неядерном оснащении.
В апреле 2024 года было заявлено, что системы Typhon с базы Льюис — Маккорд были переброшены на остров Лусон на Филиппинах в рамках американо-филиппинских военных учений Salaknib-24. В сентябре 2014 года министр армии США Вормут Кристин заявила, что в ходе своего визита в Японию она обсуждала с министром обороны этой страны перспективы задействования американской MDTF в учениях на японской территории: «Нам было бы очень интересно увидеть, как... многосферная оперативная группа... действует из Японии. Мы ясно дали понять японским Силам самообороны, что заинтересованы в этом. Развертывание будет идти в соответствии с темпами японского правительства».